# Burgstall Inzell II
Der Burgstall Inzell II bezeichnet eine abgegangene hoch- oder spätmittelalterliche Niederungsburg bei Hausmann, einem Gemeindeteil der Gemeinde Inzell im Landkreis Traunstein in Bayern. Er wird als Bodendenkmal unter der Aktennummer D-1-8242-0104 als „Burgstall des hohen Mittelalters“ geführt.
Von der ehemaligen Burganlage ist nichts erhalten. Der sich etwa 15 m über das flache Wiesengelände erhebende Hügel des Burgstalls liegt 180 m südlich von Burgstall Inzell I. Er befindet sich südlich des Falkenseebaches und nördlich des Falkensteinwegs, der von Hausmann nach Paulöd führt. 